# Coscinia wisniewskii
Coscinia wisniewskii là một loài bướm đêm thuộc phân họ Arctiinae, họ Erebidae.